# 高其位
高其位（1647年—1727年），字宜之，号韫园，汉军镶黄旗（原为镶白旗）人，清朝政治人物。

## 生平
康熙年间授笔帖式，康熙二十八年（1689）袭二等轻车都尉。三藩之乱时，他署理参领征讨吴三桂，征讨噶尔丹时历任副将、总兵。康熙五十二年（1713年），授为湖广提督，六十年（1721年），担任江南提督。雍正二年（1724年），上奏雍正帝黄浦江渔民捞到双龙玉印，获嘉奖。雍正三年（1725年）七月，担任文渊阁大学士兼礼部尚书，加太子少傅。四年（1726年）十一月休致，次年去世，谥号文恪。

## 家族
出身于铁岭高氏，祖上来自山东高密。父高天爵，两淮盐运使。弟高其佩、族弟高其倬等。
- 祖：高尚义，以军功授世袭二等轻车都尉（载《钦定八旗通志：镶黄旗汉军世职》）。
- 父：高天爵，两淮盐运使。
- 兄弟辈：亲兄弟都统高其佩；福建协领高其仕，康熙元年袭祖父二等轻车都尉。族兄弟重臣高其倬、高其傃、高其伦、高其伟等。
- 妻: 江南左布政使余应魁女，继娶盐法道、奉天辽阳人刘文亮女
- 子：兵部尚書高起、骑都尉高纘勳(袭曾祖高尚义爵)、高组勋（出继给叔叔高其仕）、四川布政使高越、河南道高趩(即高走翼）。
- 孙：川北鎮總兵官高琦（高起子）、贵州知州高瑋（高趩子）、重庆云南总兵升广东提督高瑹（高纘勳子, 袭高祖高尚义骑都尉, 妻鈕祜祿氏胞兄鑲黃旗滿洲、漕運總督毓奇）、山西宁武府知府高璨（原名珺，兄弟有十人，过继给高越）、四川同知高瑛（高趩子，兄弟十人）、高珣等。
- 孙女: 河南驿盐道高趩的长女，嫁给康熙皇帝曾孙、和硕恒亲王之孙、光禄大夫镇国将军弘昂第四子永宝。
- 曾孙：高岱（提督高瑹之子,娶和硕醇亲王允祐孙女、淳慎郡王弘暻女，封郡主额驸; 娶岳钟琪孙女，山东巡抚岳濬女）、高峨、高嵉、高崇（恩骑尉）、高崚（恩骑尉）、高念曾、高扬曾（字仲轩，袭骑都尉、任公中佐领）、高若曾（改入大兴民籍）、高耀曾、高奕曾等。乾隆五十六年, 高瑹在广东提督任上包庇堂兄高瑋犯事革职，遣戍伊犁，改由高瑹侄子高扬曾（高瑛子）袭骑都尉。高扬曾娶巴蜀大诗人第一大诗人张问陶妹张问筠，张问陶岳父林儁为福康安家人。根据高其位家族祖上山东家谱确定高扬曾为大臣高其位曾孙，即高其位-高趩-高瑛-高扬曾。高扬曾不是高鹗，有兄弟高若曾、高念曾等。
- 爵位承袭。二等轻车都尉世职自高尚义从清军入关，以军功授二等轻车都尉世职，其子高其仕承袭，高其仕官福建协领，早卒，其兄高其位承袭，后承袭时因例销去恩诏所得，以骑都尉世袭，高其位之子高缵勋承袭骑都尉后，高缵勋之子高瑹承袭，乾隆五十六年高瑹在广东提督任上包庇堂兄高瑋犯事革职，遣戍伊犁，由侄高扬曾（高其位-高趩-高瑛-高扬曾）袭，再由惠麟、存厚、禧昌先后承袭。三等男爵世职：高其倬因为雍正皇帝选陵址和以前云南军功所授骑都尉世职，合授三等男爵，其子高恪承袭，其后其孙高烺、曾孙高垣承袭，但均早逝。后来高焜、高垣、高为钟（高维钟）、高士俊、定格先后承袭。恩骑尉世职：三藩之乱时高天爵殉难，谥"忠烈".乾隆间钦奉特旨赏给恩骑尉世袭，由其玄孙高崇承袭，乾隆六十年革职，堂弟高崚承袭，嘉庆九年高铭承袭。云骑尉世职：高承爵玄孙、武举人德楞额兄弟皆改为满族名，德楞额之子庆隆原为候补卫千总，安徽舒城打仗阵亡，赐给云骑尉世职，其子舒成承袭，后由舒春承袭。嘉庆间宜昌府通判高举阵亡后，朝廷恩赐云骑尉世职，由其长子高博文承袭。